# Katarinabranden 1990

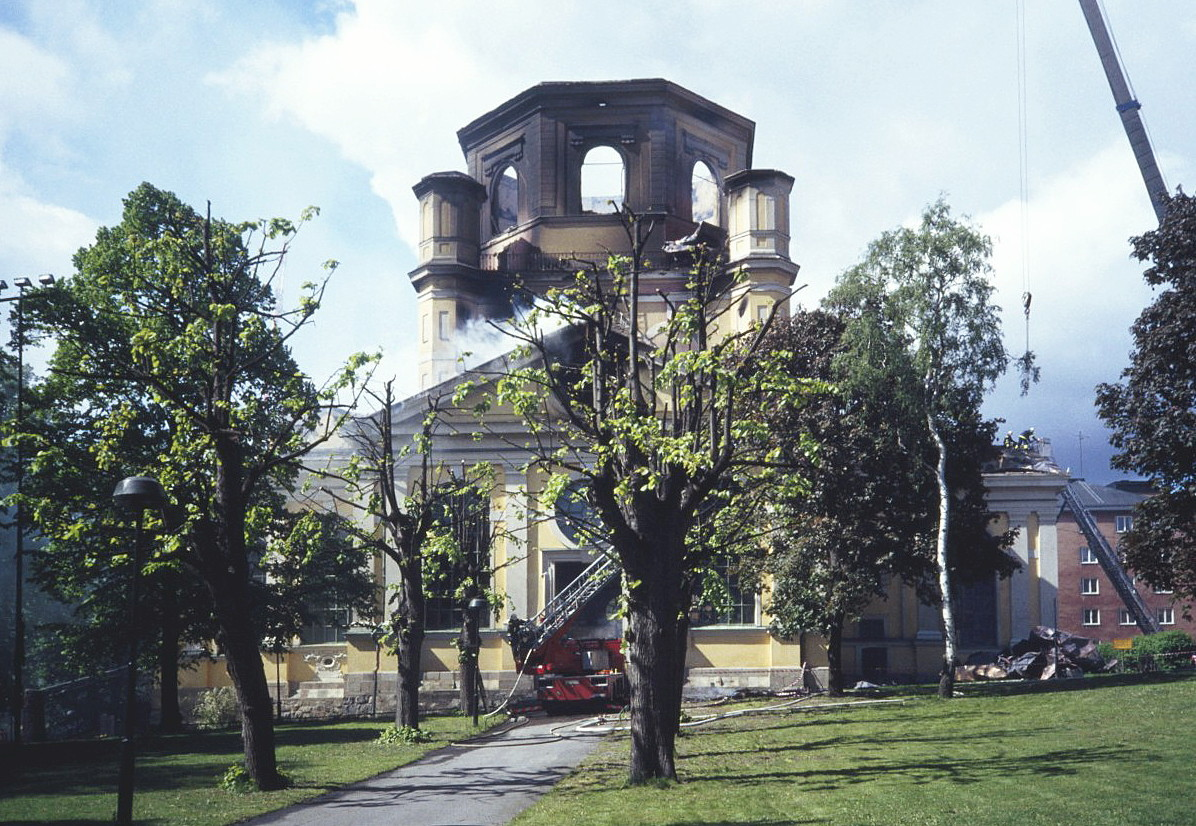
Katarina kyrka den 17 maj 1990.

Katarinabranden 1990 var en brand som förstörde stora delar av Katarina kyrka på Södermalm i Stockholm, natten mot den 17 maj 1990. När det blivit morgon fanns nästan bara ytterväggarna kvar. Bland annat förstördes en nyinstallerad orgel, kyrkans predikstol och stora mängder konst. Brandmännen lyckades rädda bland annat två silverkrucifix från 1400-talet, en dopfunt och allt kyrksilver.
Kyrkan hade återinvigts 1989 efter en renovering som kostade 22 miljoner kronor, och att bygga upp den på nytt beräknades kosta hundratals miljoner. Branden var av ungefär samma omfattning som 1723 års brand.

## Branden

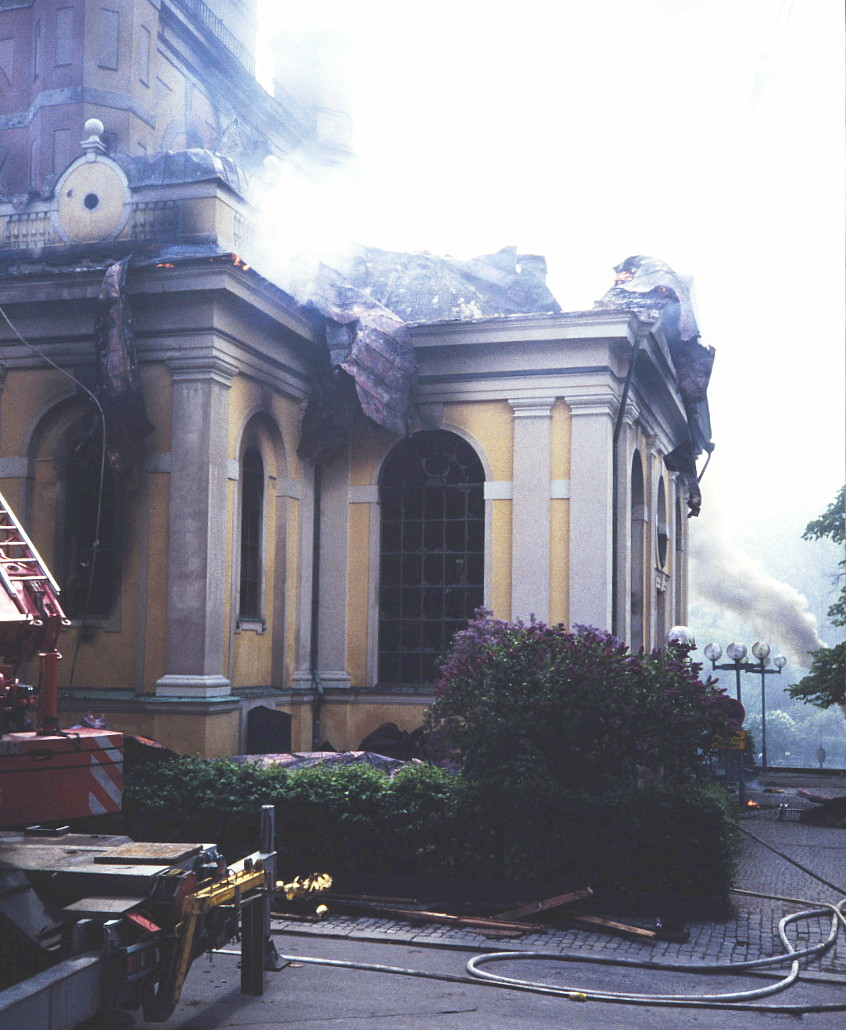
Släckningsarbeten pågår.

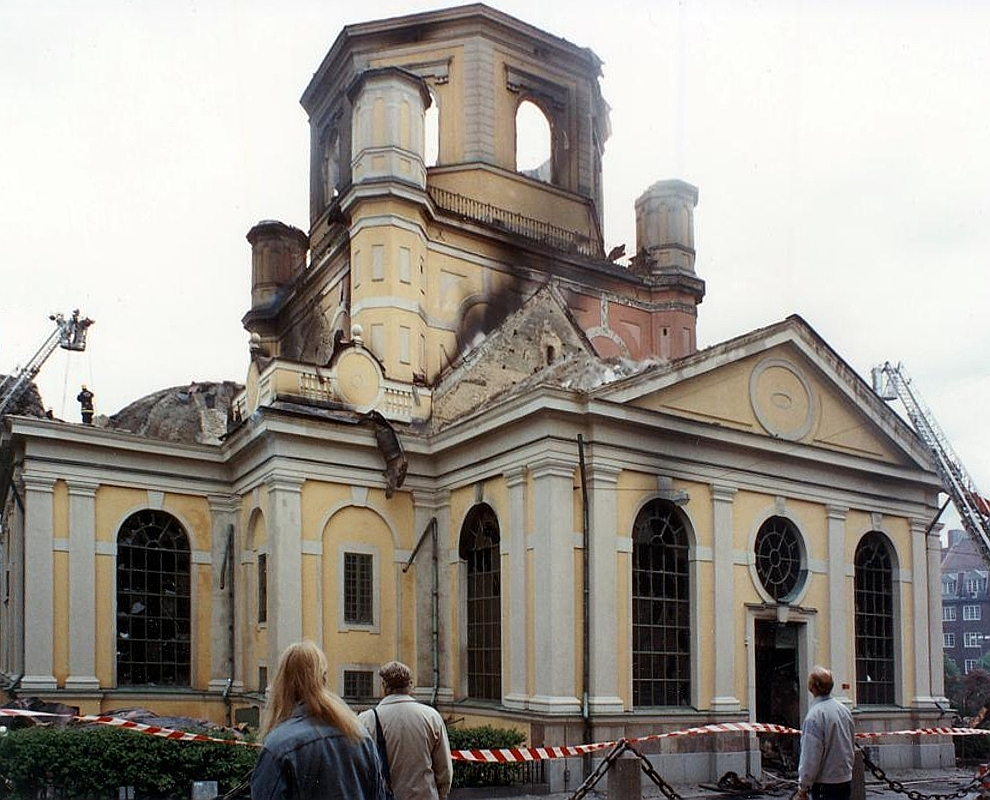
Kyrkan dagen efter branden.

Branden antogs ha berott på ett tekniskt fel i ledningen till den stora centrala takkronan. Branden upptäcktes inte i tid eftersom kyrkan saknade rökdetektorer. En brandstation finns i samma kvarter, men när brandkåren kom till platsen var kyrkan redan övertänd. Kyrktornet hade en enkel sprinkleranläggning, ett så kallat torrörsystem utan vatten, vilket brandkåren var tvungna att ansluta till en kommunal vattenledning. Eftersom det inte fanns tillräckligt med vatten i det kommunala systemet för att klara släckningsarbetet stod bara murverket och valven i korsarmarna kvar efter branden.

## Efter branden
Efter branden diskuterades vad som skulle hända med kyrkan. Vissa ville ha kvar ruinen medan andra menade att kyrkan var en viktig del av Stockholms stadsbild. Eftersom murarna stod kvar ansågs det vara möjligt att återuppbygga kyrkan med dem som grund. Församlingen hade stort behov av den för sin verksamhet, och ganska snart efter branden beslutades att kyrkan skulle återuppbyggas.
Eftersom Katarina kyrka varit väl dokumenterad genom noggranna uppmätningsritningar från 1930-talet och framåt, fotodokumentation samt andra beskrivningar, var det möjligt att återuppbygga den likt originalet. 1995 återinvigdes kyrkan med Ove Hidemark som arkitekt. Utsidan byggdes så lik den gamla kyrkan som möjligt, medan insidan bara liknade originalet i stora drag eftersom en exakt rekonstruktion ansågs för svår. Man kopierade bara viktigare inredningsföremål, som altaruppsatsen, orgelfasaden och läktaren. Ljuskronorna är de samma som före branden. De restaurerades helt och hållet av Stockholmsföretaget KA Jonsson Metall & Kristall, och arbetet pågick lika länge som renoveringen av själva kyrkan.
I samband med återuppbyggnaden förstärktes brandskyddet. Kyrkan har sektionerats i brandceller, som är åtskilda av brandmurar. Numera finns också ett modernt sprinklersystem och en elektronisk brandvarningsanläggning. I tornets mellanvåning har brandskadade rester från kyrkbranden 1990 ställts ut.

### Fotnoter
1. ↑  Ann Sehlin (15 maj 2013). ”25 år sedan Katarina kyrka brann”. SVT. https://www.svt.se/nyheter/lokalt/stockholm/25-ar-sedan-katarina-kyrka-brann. Läst 6 oktober 2017.